# さいたま新都心駅
さいたま新都心駅（さいたましんとしんえき）は、埼玉県さいたま市大宮区吉敷町四丁目にある、東日本旅客鉄道（JR東日本）の駅である。
2000年（平成12年）5月5日のさいたま新都心の街びらきに先立って開業した。業務地区としてのさいたま新都心は中央区と大宮区にまたがって整備されており、駅施設も両区（中央区大字上落合と大宮区吉敷町）にまたがっているが、駅の所在地は、東側の大宮区側の名称を用いている。なお、町名としての新都心は地区内の西側（中央区）に位置する。

## 乗り入れ路線
乗り入れている路線は、線路名称上は東北本線1路線のみであるが、当駅には電車線を走る京浜東北線電車、および中距離電車である宇都宮線・高崎線（隣の大宮駅から分岐）の列車が停車し、旅客案内ではそれぞれ別路線として案内されている。なお、宇都宮線・高崎線の列車は列車線で運行される上野駅発着列車と、上野駅・東京駅を経由して東海道線に直通する上野東京ラインが停車する。新宿駅を発着する湘南新宿ラインや武蔵野線直通列車などは、旅客ホームが設置されていない東北貨物線上を経由するため全列車が停車しない。このため、池袋駅・新宿駅・渋谷駅方面へ移動する場合は浦和駅・赤羽駅または田端駅で、湘南新宿ライン・埼京線または山手線への乗り換えが必要となる。
- 宇都宮線・高崎線：宇都宮線は東京駅 - 尾久駅 - 大宮駅を経て小山駅・宇都宮駅方面を結ぶ東北本線の中距離電車。高崎線は大宮駅から分岐して熊谷駅・高崎駅方面を結ぶ中距離電車。上野駅発着系統と、上野駅・東京駅経由で東海道線に直通する上野東京ライン系統がある。- 駅番号はJU 06。
- 京浜東北線：東北本線の大宮駅以南で主に各駅停車運転する通勤電車。横浜駅から根岸線への直通運転も実施。 - 駅番号はJK 46。

## 歴史
- 1997年（平成9年）2月16日：駅全体の建設工事が開始される。
- 2000年（平成12年）
  - 4月1日：同年5月5日のさいたま新都心の街びらきに先駆けて開業[新聞 1]。
  - 10月13日：当駅の東西自由通路が、日本産業デザイン振興会のグッドデザイン賞を受賞[新聞 2]。
- 2001年（平成13年）
  - 2月13日：当駅が彩の国さいたま景観賞を受賞[4]。
  - 11月18日：ICカード「Suica」の利用が可能となることに伴い、当駅でも供用を開始する[報道 1]。
- 2017年（平成29年）9月23日：京浜東北線ホーム（1・2番線）でホームドアの使用を開始[報道 2][新聞 3]。埼玉県内のJR線では初のホームドア設置駅となった[新聞 3]。
- 2020年（令和2年）7月9日：駅構内に大型LEDビジョンが設置され、供用開始[報道 3]。
- 2021年（令和3年）
  - 11月26日：みどりの窓口が営業を終了[1][2]。
  - 11月27日：話せる指定席券売機を導入[1][2]。

## 駅構造
東北本線の電車線と列車線それぞれの上下線間に1面2線、合計2面4線の島式ホームが配置された地上駅で、橋上駅舎を有している。1階がホーム、2階がコンコースと自由通路、駅事務室、3階が駅事務室となっている。
建物の設計は、埼玉県狭山市出身の建築家である鈴木エドワードとJR東日本建築設計事務所、東日本旅客鉄道東京事務所が行っている。全体のデザインとして、「雲」や「空気」のように人を包み込むようなシェルターでありたいと考え、雲の波のような柔らかく流れる形態としている。東西自由通路においては「東西を結ぶ約80メートルの自由通路を柱1本も立てず23メートルの幅員を確保」という条件があったため、動線機能や幅員、高さなど様々な要素を検討した結果、最も効率的であると判断した楕円形断面（チューブ型）を用いている。駅舎部と一体性を持たせるため、中央部にある改札付近においては楕円形断面を開き、コンコースやホームまで連続した屋根で駅舎機能を覆う形を採っている。屋根は節電・省エネの観点や行き交う人々が光と影の変化を楽しめるようにと、多くの自然光を取り入れるため約1／3を透明ガラスとし、残りを断熱材を間に入れた折板を使用している。
話せる指定席券売機・自動改札機・指定席券売機が設置されている。また、社員配置駅（管理駅）として与野駅を管理下に置く。エレベーターおよびエスカレーターはコンコースとホームを連絡する。このうち京浜東北線ホーム（1・2番線）とを結ぶエレベーターは駅事務所などがあるコンコースの上の階まで通じており、そこへは関係者以外は立入禁止となっている。
2021年2月26日に「BECK'S COFFEE SHOP」を展開するJR東日本フーズの新業態カフェ「BECK’S STATIONLOUNGE」が開業している。
電車線を走る京浜東北線は、大宮駅発着のすべての列車が停車する。列車線を走る宇都宮線・高崎線は普通列車のみの停車で、快速列車などは開業当初より通過している。隣接するさいたまスーパーアリーナで大規模なイベントが開催され多数の来場客が見込まれる場合でも、優等列車の臨時停車などは行われていない。
なお、列車線の隣にある東北貨物線にはホームが設けられていない。当駅付近は大宮操車場の構内となっており、貨物線は当駅4番線の西側に、貨物線上り本線、上り待機線3本、中線2本、下り本線、下り待機線4本が並んでおり、上下本線が大きく離れ、待機線に囲まれているため、当駅開業当初より貨物線ホーム設置計画はない。そのため、貨物線経由の湘南新宿ラインおよび武蔵野線直通列車（八王子・海浜幕張発着）は当駅には発着できないため、当駅を（通過ではなく）経由しない系統として扱われている（旅客案内では省略されるが、大宮操車場経由となる）。事故や工事の際は、川口駅の渡り線を利用して、本来旅客線を走行する列車（上下とも可）が川口駅 - 大宮駅間で貨物線へ迂回運転をすることがあるが、この場合当駅に停車できなくなるため、臨時通過扱いとなる。逆に、貨物線から旅客線への迂回運転（下りのみ可能）する列車は当駅4番線の線路を通るが、本来の停車駅ではないため、停車せず通過する。

### のりば
方面表記および路線表記は、JR東日本の「駅構内図」の記載に準拠している。
| 番線 | 路線               | 方向 | 行先                               |
| ---- | ------------------ | ---- | ---------------------------------- |
| 1    | 京浜東北線         | 南行 | 浦和・赤羽・東京・横浜方面         |
| 2    | 京浜東北線         | 北行 | 大宮                               |
| 3    | 宇都宮線（東北線） | 上り | 赤羽・東京・横浜・大船方面         |
| 3    | 高崎線             | 上り | 赤羽・東京・横浜・大船方面         |
| 3    | 上野東京ライン     | 上り | 赤羽・東京・横浜・大船方面         |
| 4    | 宇都宮線（東北線） | 下り | 大宮・小山・宇都宮・熊谷・高崎方面 |
| 4    | 高崎線             | 下り | 大宮・小山・宇都宮・熊谷・高崎方面 |

（出典：JR東日本:駅構内図）

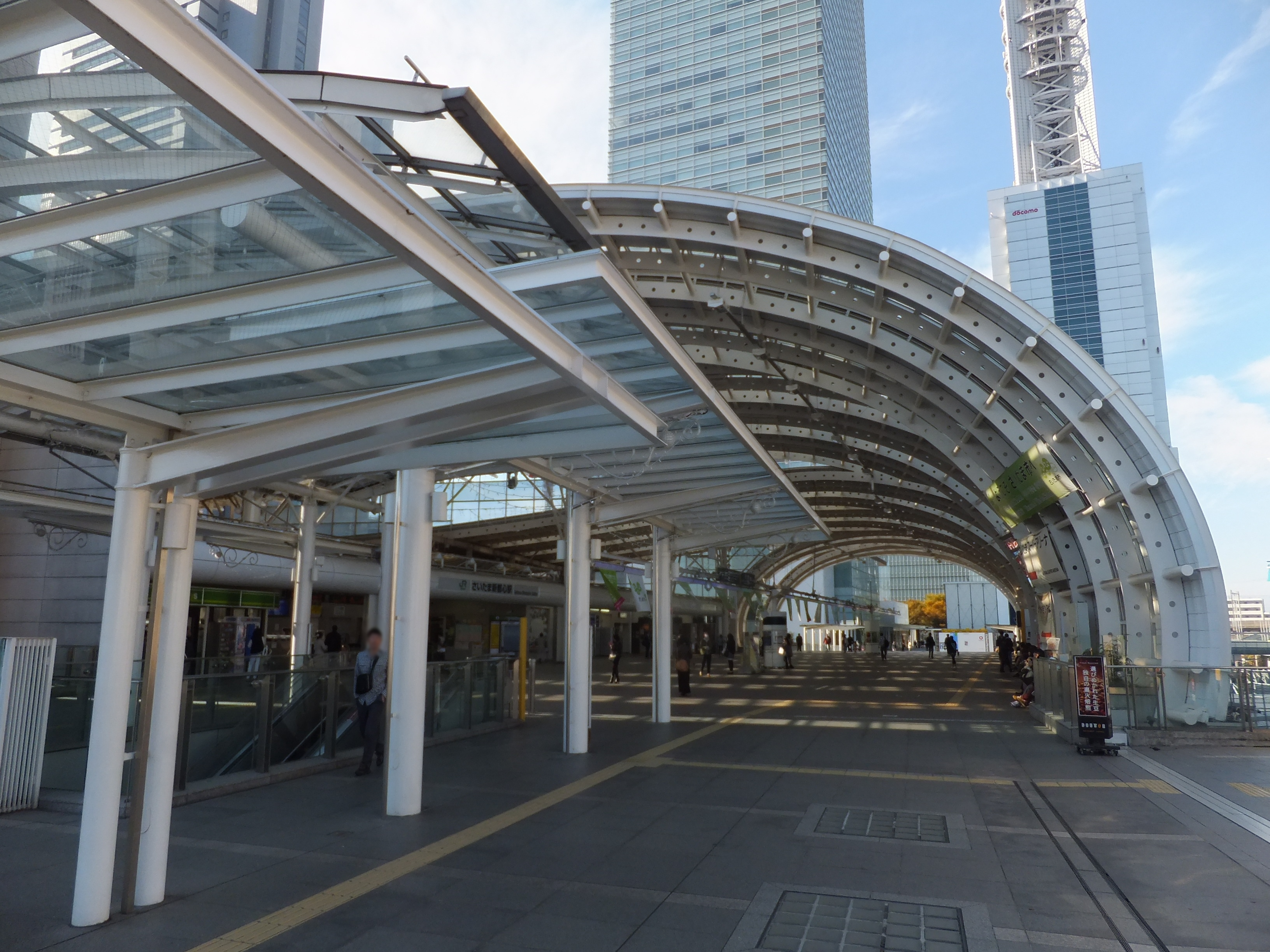
東西自由通路（2015年11月）
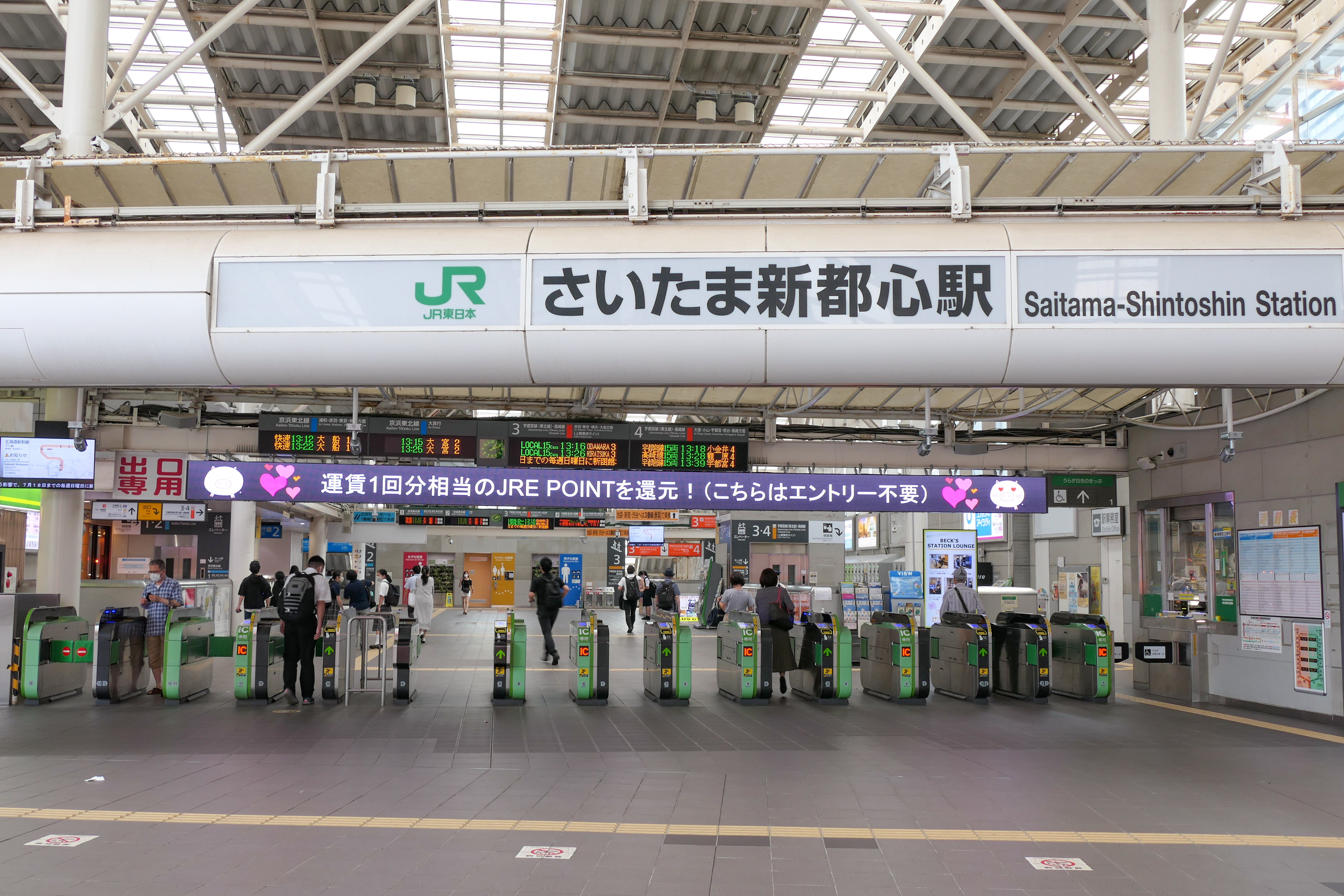
改札口（2021年7月）
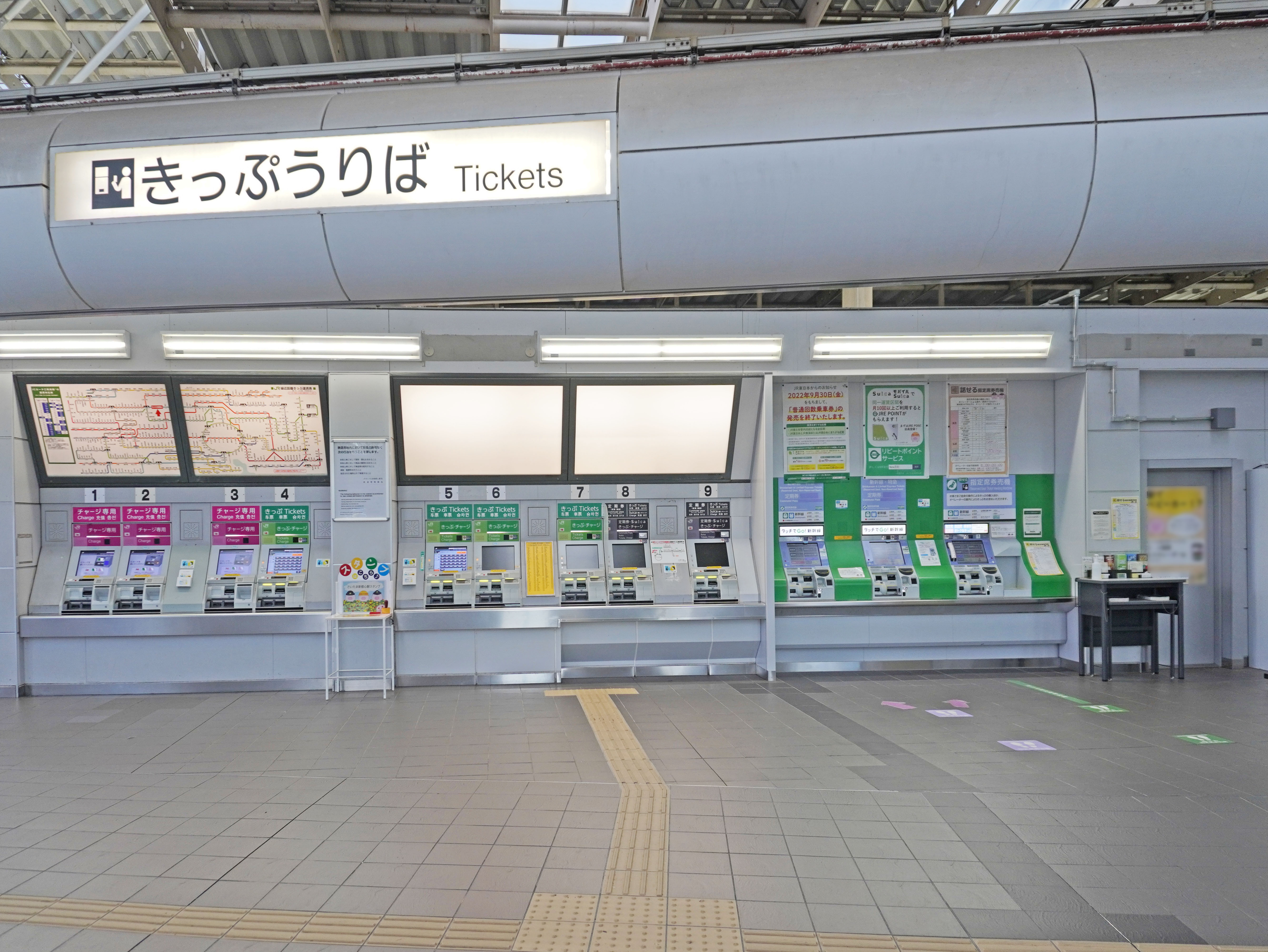
切符売り場（2022年12月）
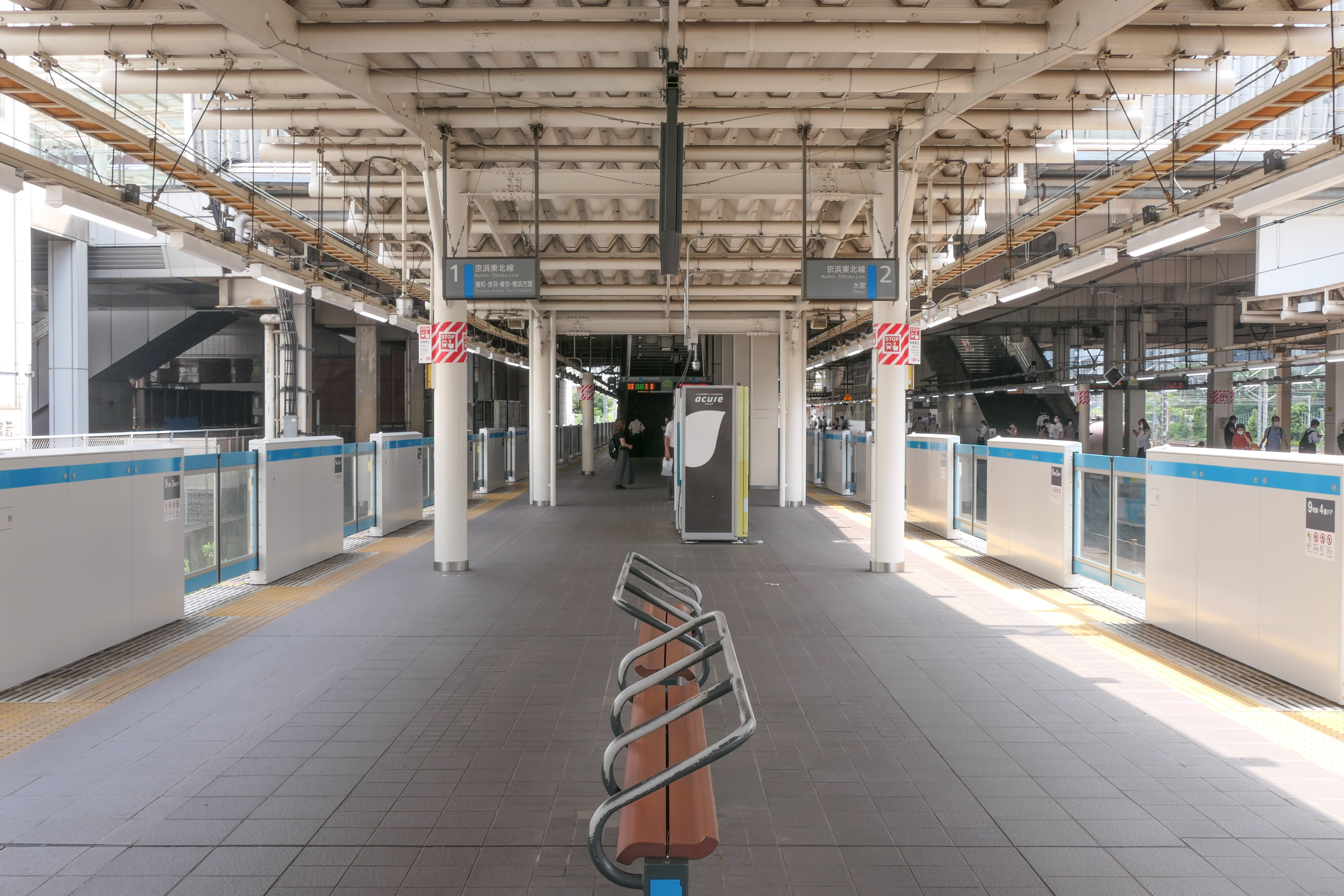
1・2番線ホーム（2021年7月）
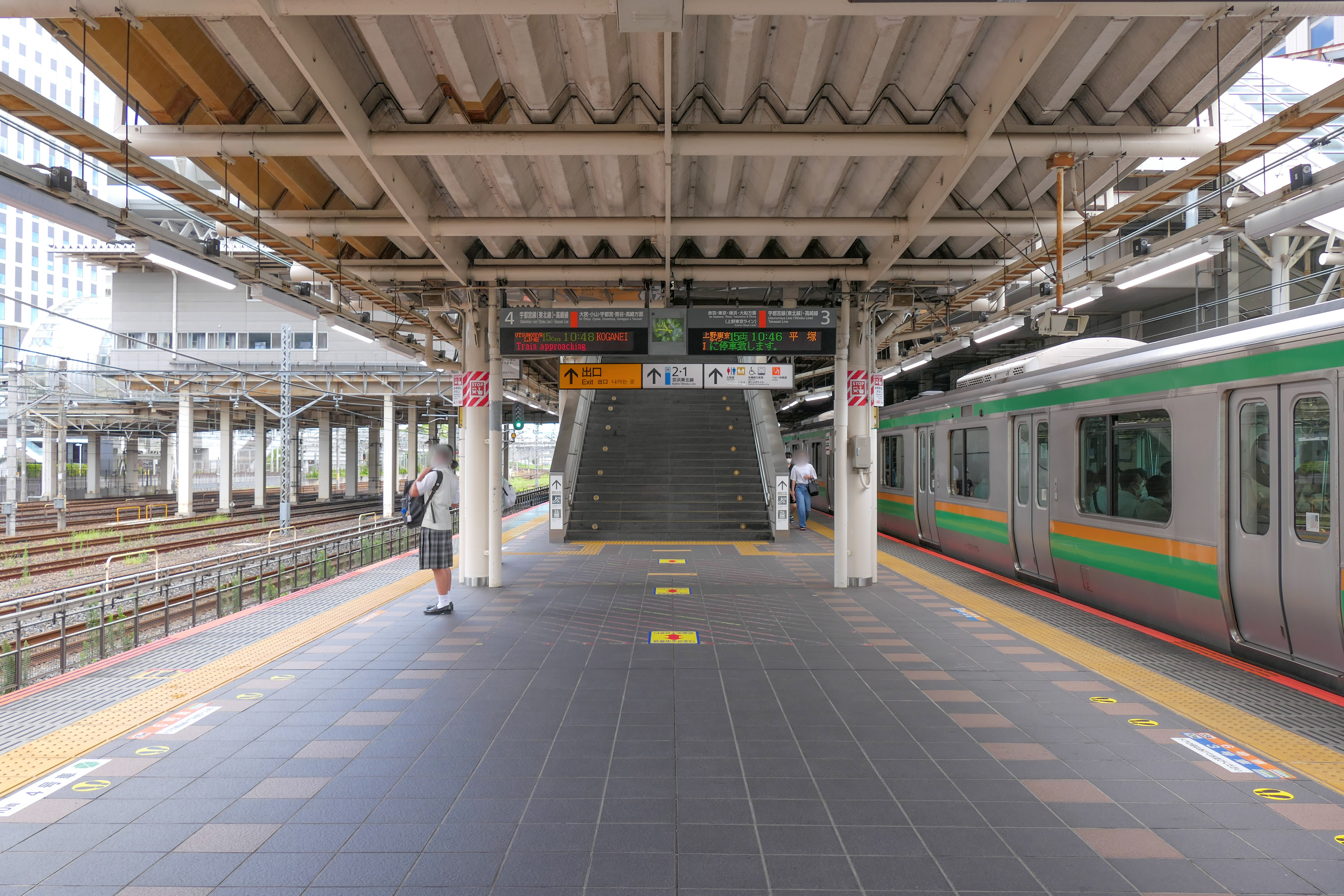
3・4番線ホーム（2021年8月）

## 利用状況
2023年度（令和5年度）の1日平均乗車人員は52,622人で、JR東日本管内の駅では亀戸駅に次いで82位。さいたま市内のJR駅では、ターミナル駅で事実上の市中心駅である大宮駅や県庁舎最寄駅の浦和駅、中距離列車の停車しない南浦和駅よりも少ないが、さいたま新都心の開発に伴って利用者は年々増加しており、2016年度（平成28年度）に5万人を超えた。
さいたま新都心付近、特にさいたまスーパーアリーナでのイベント開催時には非常に混雑する。大規模イベント開催日には、イベント前から、帰りの切符購入・カードへのチャージを呼び掛ける放送が構内に響き、終了後には、各ホームに安全・警備のための係員が増員される。また、列車発車時には客扱終了合図の取り扱いも行われる。
開業以来の1日平均乗車人員は下表のとおりである。年度全体の乗車人員を365（閏日が入る年度は366）で除して1日平均乗車人員を求めており、計算で生じた小数点以下の値は切り捨てているため、定期外と定期の和は必ずしも合計と一致しない。
| 年度               | 1日平均乗車人員 | 1日平均乗車人員 | 1日平均乗車人員 | 出典              |
| 年度               | 定期外          | 定期            | 合計            | 出典              |
| ------------------ | --------------- | --------------- | --------------- | ----------------- |
| 2000年（平成12年） | 7,477           | 7,555           | 15,033          | [ 埼玉県統計 1 ]  |
| 2001年（平成13年） | 8,574           | 10,359          | 18,935          | [ 埼玉県統計 2 ]  |
| 2002年（平成14年） | 10,663          | 12,507          | 23,171          | [ 埼玉県統計 3 ]  |
| 2003年（平成15年） | 11,315          | 14,046          | 25,362          | [ 埼玉県統計 4 ]  |
| 2004年（平成16年） | 14,347          | 16,553          | 30,901          | [ 埼玉県統計 5 ]  |
| 2005年（平成17年） | 16,625          | 19,248          | 35,874          | [ 埼玉県統計 6 ]  |
| 2006年（平成18年） | 17,621          | 20,505          | 38,127          | [ 埼玉県統計 7 ]  |
| 2007年（平成19年） | 16,869          | 21,679          | 38,548          | [ 埼玉県統計 8 ]  |
| 2008年（平成20年） | 16,940          | 22,420          | 39,361          | [ 埼玉県統計 9 ]  |
| 2009年（平成21年） | 16,902          | 22,541          | 39,443          | [ 埼玉県統計 10 ] |
| 2010年（平成22年） | 16,201          | 22,888          | 39,090          | [ 埼玉県統計 11 ] |
| 2011年（平成23年） | 16,926          | 23,324          | 40,251          | [ 埼玉県統計 12 ] |
| 2012年（平成24年） | 17,594          | 23,560          | 41,155          | [ 埼玉県統計 13 ] |
| 2013年（平成25年） | 18,117          | 24,017          | 42,135          | [ 埼玉県統計 14 ] |
| 2014年（平成26年） | 19,573          | 24,093          | 43,667          | [ 埼玉県統計 15 ] |
| 2015年（平成27年） | 21,901          | 26,469          | 48,371          | [ 埼玉県統計 16 ] |
| 2016年（平成28年） | 22,511          | 27,558          | 50,069          | [ 埼玉県統計 17 ] |
| 2017年（平成29年） | 24,846          | 29,408          | 54,255          | [ 埼玉県統計 18 ] |
| 2018年（平成30年） | 25,211          | 30,339          | 55,551          | [ 埼玉県統計 19 ] |
| 2019年（令和元年） | 24,507          | 31,275          | 55,782          | [ 埼玉県統計 20 ] |
| 2020年（令和02年） | 12,098          | 27,186          | 39,284          | [ 埼玉県統計 21 ] |
| 2021年（令和03年） | 16,514          | 27,169          | 43,683          |                   |
| 2022年（令和04年） | 21,124          | 28,208          | 49,332          |                   |
| 2023年（令和05年） | 23,535          | 29,086          | 52,622          |                   |

備考
1. ↑  2015年3月14日のダイヤ改正で上野東京ラインが開業。

## 駅周辺
東口（大宮区側）と西口（中央区側）で趣が異なる。当駅開業以前より東口にはカタクラパーク（イトーヨーカドー大宮店ほか専門店）があり、大規模な再開発を行う形でコクーンシティが誕生した。
2021年2月、さいたま市は「新庁舎整備等基本構想」に基づくさいたま市役所の本庁舎の移転整備について、2031年度を目途にさいたま新都心駅東口を最寄りとしたさいたま新都心バスターミナルほか街区への移転整備を発表した。さらに、2022年4月22日の清水勇人市長による定例会見で、さいたま市議会に対し「4月臨時会」を同年4月28日に招集し、上記の内容を記した条例の改正案を「市長提出議案」として上程することが発表され、当日の深夜（日付をまたいだ4月29日未明）、本議案が特別多数議決に要する議長も含む出席議員の3分の2以上の賛成を以て可決された。

### 東口
- コクーンシティ（COCOON CITY）
  - MOVIXさいたま
  - さいたま新都心コクーンシティ住宅展示場
  - イトーヨーカドー 大宮店
  - ヨドバシカメラマルチメディアさいたま新都心駅前店
- 東横INNさいたま新都心
- アパホテル〈さいたま新都心駅北〉
- さいたま新都心バスターミナル[6][7]
- ヴィラ・デ・マリアージュさいたま
- 三菱マテリアル さいたま総合事務所
- 大宮警察署
- 独立行政法人造幣局さいたま支局
  - 造幣さいたま博物館
- 大宮北袋郵便局
- 大原サッカー場
- 埼玉県立大宮高等学校
- さいたま市立大宮南中学校
- さいたま市立大原中学校
- 埼玉県障害者交流センター
- 氷川神社参道（氷川参道）一の鳥居 - 一の鳥居から境内まで2kmほどある。
- しまむら本社（2021年1月24日営業開始[報道 5]）
  - ファッションセンターしまむらさいたま新都心店
- さいたま新都心駅東口ビル - 2004年12月10日に開業した3階建てのミニ駅ビル[8]。2022年9月に閉鎖され、新たに10階建ての駅ビルが開業する予定である[9]。

### 西口
- JRさいたま新都心ビル[報道 6]
  - ホテルメトロポリタンさいたま新都心 - 2021年3月5日より、駅ナカシェアオフィス「STATION WORK」の利用が可能となる（事前予約制）[報道 7]。
  - LAGUNAVEIL SkyTerrace
- けやきひろば
- さいたまスーパーアリーナ
- さいたま新都心合同庁舎
  - 浦和税務署
  - さいたま新都心合同庁舎内郵便局
- さいたま赤十字病院・埼玉県立小児医療センター
- 日本郵政グループさいたまビル（旧・さいたま新都心郵政庁舎）
  - 日本郵便 関東支社
  - ゆうちょ銀行 関東エリア本部・東京貯金事務センター・東京地域センター・埼玉地域センター
  - かんぽ生命保険 さいたま支店
- さいたま新都心郵便局
- THE MARK GRAND HOTEL
- 明治安田生命さいたま新都心ビル（ランド・アクシス・タワー）
- NTTドコモさいたまビル
- NTT東日本さいたま新都心ビル（さいたまメディアウェーブ）
- ホテル ブリランテ武蔵野
- さいたま市立与野東中学校
- さいたま市立下落合小学校
- 北与野駅（埼京線） - 北与野デッキを通り徒歩約10分
- 新都心出入口（首都高速埼玉新都心線）
- 淑徳与野中学校・高等学校
- 大宮警察署 さいたま新都心交番

## バス路線

### 東口
国際興業バス・東武バスウエスト・日本中央バス・平成エンタープライズが運行する路線が発着する。
1番のりば
- 東武バスウエスト
  - 新都21・大都23：さいたま市立病院
  - 新高01・新都22：東新井団地

2番のりば
- 東武バスウエスト
  - 大都23：大宮駅東口

5番のりば
- 日本中央バス
  - 東京・さいたま - 富山・金沢線：金沢駅東口 ※夜行
  - シルクライナー：大阪OCAT ※夜行

6番のりば
- 平成エンタープライズ
  - VIPライナー・プルメリアグランデ：京都VIPラウンジ / 三ノ宮駅 / なんば駅 ※女性専用便、夜行
  - VIPライナー：京都VIPラウンジ / 大阪駅 / なんば駅 / 三宮駅 ※夜行
  - VIPライナー：名古屋駅 ※夜行

7番のりば
- 国際興業バス
  - 北浦50：北浦和駅東口
  - 北浦50-3：北浦和ターミナルビル

### 西口
AT LINER・京成バス・国際興業バス・桜交通・西武観光バス・西武バス・東京空港交通・東武バスウエスト・千葉交通が運行する路線が発着する。
1番のりば
- 西武バス
  - 新都11：大宮駅西口

2番のりば
- 国際興業バス
  - 新都01：北浦和駅西口
  - 新都01-2：陣屋
  - 新都02：白鍬電建住宅

3番のりば
- 京成バス・国際興業バス・西武バス・千葉交通・東武バスウエスト
  - ONライナー号：成田空港[注釈 1]（2020年4月16日から運休中）
- 国際興業バス・西武観光バス・東京空港交通
  - 大宮羽田線：羽田空港[注釈 2]

NTTドコモビル前
- AT LINER
  - 難波
- 桜交通
  - 仙台駅

## 隣の駅
東日本旅客鉄道（JR東日本）
 宇都宮線（東北線）・高崎線・上野東京ライン
■快速「ラビット」「アーバン」
通過
■普通
浦和駅 (JU 05) - さいたま新都心駅 (JU 06) - 大宮駅 (JU 07)
 京浜東北線
■快速・■各駅停車
大宮駅 (JK 47) - さいたま新都心駅 (JK 46) - 与野駅 (JK 45)

### 記事本文